# Třída Jalalat
Třída Jalalat je třída raketových člunů pákistánského námořnictva. Třídu tvoří celkem dvě jednotky. Jsou to první raketové čluny, které byly navrženy i postaveny přímo v Pákistánu.

## Stavba
Všechny dvě jednotky třídy postavila loděnice Karachi Shipyard v Karáčí.
Jednotky třídy Jalalat:
| Jméno               | Založení kýlu | Spuštěna           | Vstup do služby | Status  |
| ------------------- | ------------- | ------------------ | --------------- | ------- |
| PNS Jalalat (P1022) | červen 1995   | 16. listopadu 1996 | 14. srpna 1997  | aktivní |
| PNS Shujaat (P1024) |               | 26. března 1999    | 29. září 1999   | aktivní |

## Konstrukce
Hlavňovou výzbroj představuje 37mm dvojkanón typ 76A ve věži na přídi. Hlavní údernou výzbroj tvoří čtyři čínské protilodní střely C-802. Pohonný systém tvoří dva diesely MTU, každý o výkonu 2500 HP, pohánějící dva lodní šrouby. Nejvyšší rychlost dosahuje 25 uzlů.